# سوسلوو
سوسلوو (انگلیسی: Suslovo) یک شهرک در شهرستان بیرسکی باشقیرستان کشور روسیه است.